# Agnar Mykle
Agnar Mykle, född 8 augusti 1915 i Trondheim, död 14 januari 1994 i Asker, var en norsk författare, betraktad som en av de stora författarna inom norsk litteratur[källa behövs].

## Biografi
Mykle debuterade 1948 med novellsamlingen Taustigen och skrev fyra romaner före den bok som skulle göra honom känd för en större publik, den erotiska romanen Sangen om den røde rubin, gavs ut 1956. Publiceringen ledde till rättegång eftersom boken ansågs vara pornografisk. Mykle frikändes, men rättegången antas ha inneburit så svåra påfrestningar på honom att han därefter endast publicerade ett fåtal böcker.
Mykle var också en pionjär inom norsk dockteater.

## Priser och utmärkelser
- Kultur- och kyrkodepartementets priser för barn- och ungdomslitteratur 1954 för Dukketeater